# Mike Kelly (politico australiano)
Michael Joseph "Mike" Kelly AM (Adelaide, 23 febbraio 1960) è un politico e avvocato australiano.
Alle elezioni federali del 2007 è stato eletto deputato per il seggio di Eden-Monaro